# Янюшкин, Сергей Владимирович
Сергей Владимирович Янюшкин (родился 16 ноября 1986 в Пензе) — российский регбист, полузащитник (флай-хаф) и капитан команды «Локомотив-Пенза». Чемпион Росси по регби в сезоне 2022/23 в составе «Локомотив-Пенза».

## Биография

### Карьера в клубах
Воспитанник пензенского регби, учился в ДЮСШ регбийного клуба «Пенза». Провел два сезона (2012 и 2013 годов) за казанский клуб «Стрела-Агро». В конце 2013 года перешел в «ВВА-Подмосковье».
В 2018 году перешел в новый клуб из родного города — «Локомотив-Пенза». По итогам регулярного чемпионата в 2020 году набрал больше всего очков (104), став самым результативным игроком чемпионата. По итогам сезона 2021/22 стал самым результативным игроком чемпионата, набрав 184 очка (5 попыток, 25 штрафных, 42 реализации).

### Карьера в сборной
Дебютировал в сборной России в 2008 году. Также выступал за сборную по регби-7, стал с ней победителем Универсиады-2013. В декабре 2017 года дебютировал в Мировой серии по регби-7 в Дубае.

### Семья
Женат, жену зовут Ирина. Воспитывает двоих сыновей: старший Артём (7 лет) и младший Дмитрий (4 года). Старший брат Александр Янюшкин — в прошлом игрок сборной России по регби-7 и классическому регби-юнион, регбийный тренер.